# Гзира Юнайтед
ФК Гзира Юнайтед (на малтийски Gżira United Football Club) е малтийски футболен клуб, базиран в град Гзира. Основан през 1947 година. Отборът играе в Малтийската Премиер лига.
През 1973 година отборът печели Купата на Малта.

## Успехи
- Малтийска Премиер лига:
  -  Бронзов медал (3): 2017/18, 2018/19, 2020/21
- Купа на Малта:
  -  Носител (1): 1972/73
- Първа лига:
  -  Шампион (1): 1972/73
- Втора дивизия:
  -  Шампион (1): 2012/13